# Pisinna bicincta
Pisinna bicincta is een slakkensoort uit de familie van de Anabathridae. De wetenschappelijke naam van de soort is voor het eerst geldig gepubliceerd in 2004 door Santos & Absalão.